# Chris Kimsey

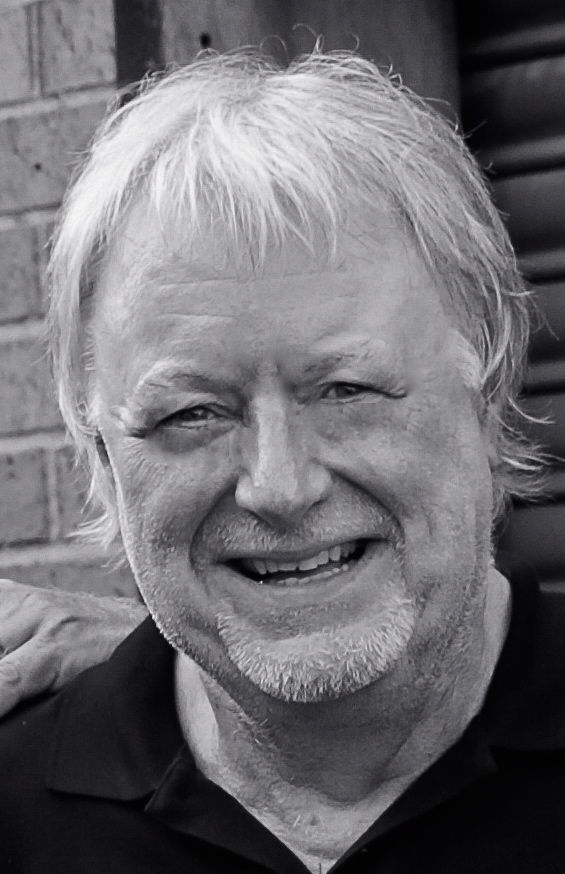
Chris Kimsey

Christopher Kenneth Kimsey (* 3. Dezember 1951 in Battersea, London) ist ein britischer Musikproduzent, Toningenieur und Musiker. Er wurde vor allem für seine Produktionen für Rockbands wie The Rolling Stones, Killing Joke, Marillion oder Künstler wie Johnny Hallyday, Peter Tosh oder Peter Frampton bekannt. Zu den bekanntesten von ihm produzierten Liedern gehören Slipping away von The Rolling Stones, Kayleigh von Marillion oder Adorations von Killing Joke.

## Leben und Karriere
Christopher Kenneth Kimsey, geboren 1951 im Londoner Stadtteil Battersea, begann seine Laufbahn zuerst als Assistent in den Olympic Studios in London, später als unabhängiger Toningenieur durch die Arbeit am Mischpult für diverse internationale Musikgruppen und Solokünstler in Großbritannien.
Seit 1971 zeichnet er als Ingenieur und seit 1972 auch als Musikproduzent für zahlreiche erfolgreiche Pop und Rock-Albem verantwortlich die hohe Chart-Platzierungen erreichten. Als Graue Eminenz war er auch während der 1990er, der 2000er und 2010er Jahre ungebrochen aktiv. So betreute und produzierte er in dieser Zeit als Toningenieur und Produzent zahlreiche Alben von Künstlern und Bands wie The Cult, The Psychedelic Furs, Duran Duran, Fish, Jimmy Cliff, Soul Asylum, Deacon Blue, Ash oder New Model Army.
Chris Kimsey lebt und arbeitet heute als unabhängiger Produzent, Toningenieur und Musiker im Vereinigten Königreich.

## Diskografie (Auswahl)

### Als Produzent
- 2021: The Rolling Stones (R&B)
- 2021: The Rolling Stones (Love)
- 2020: Fingerprintz (The Best of Fingerprintz: Bullet Proof Heart)
- 2019: Pink Floyd (The Later Years 1987–2019 [Highlights])
- 2019: The Rolling Stones (Honk)
- 2017: Steve Howe (Anthology 2: Groups & Collaborations)
- 2017: Golden Earring (Complete Studio Recordings)
- 2017: Peter Perrett (How the West Was Won)
- 2017: Widowmaker (Running Free: The Jet Recordings 1976–1977)
- 2016: Kiki Dee (Playlist: The Best of Kiki Dee)
- 2013: The Proclaimers (The Very Best Of: 25 Years 1987–2012)
- 2012: Peter Tosh (1978–1987)
- 2012: The Rolling Stones (GRRR!)
- 2012: Deacon Blue (The Rest)
- 2011: New Model Army (Anthology)
- 2011: Peter Frampton (Icon)
- 2011: Colin James (Take It from the Top: The Best of Colin James)
- 2011: Ash (The Best of Ash)
- 2011: The Rolling Stones (The Singles: 1971–2006)
- 2010: MP4 (Cross Party)
- 2010: Peter Frampton (Thank You Mr. Churchill)
- 2009: Kiki Dee (The Best of Kiki Dee)
- 2009: Marillion (The Singles '82-'88)
- 2009: New Model Army (Today Is a Good Day)
- 2008: Peter Tosh (Best of Peter Tosh)
- 2008: Reemer (Snakes and Ladders)
- 2008: Soul Asylum (Super Hits)
- 2008: Peter Frampton (Wind of Change / Frampton’s Camel)
- 2007: New Model Army (High)
- 2005: Peter Frampton (Gold)
- 2005: Tony Moore (Perfect and Beautiful)
- 2004: Killing Joke (For Beginners)
- 2004: Duran Duran (The Singles 1986–1995)
- 2003: Peter Frampton (20th Century Masters – The Millennium Collection: The Best of Peter Frampton)
- 2003: Bandits (And They Walked Away)
- 2003: Jimmy Cliff (Singles)
- 2003: Jimmy Cliff (Sunshine in the Music)
- 2003: Marillion (The Singles Boxset, Vol. 2)
- 2003: Marillion (The Best of Marillion)
- 2003: Tom Jones (The Definitive Tom Jones 1964–2002)
- 2002: The Rolling Stones (Forty Licks)
- 2002: Yes (In a Word)
- 2002: Ash (Intergalactic Sonic 7"s)
- 2002: The Proclaimers (The Best of the Proclaimers)
- 2002: The Law (The Law)
- 2002: Jimmy Cliff (We All Are One: The Best of Jimmy Cliff)
- 2002: David Knopfler (Wishbones)
- 2001: Peter Frampton (Anthology: The History of Peter Frampton)
- 2001: The Psychedelic Furs (Greatest Hits)
- 2001: The Proclaimers (Persevere)
- 2000: Deacon Blue (Our Town: The Greatest Hits)
- 2000: The Cult (Pure Cult: The Singles 1984–1995)
- 2000: The Cult (Rare Cult)
- 2000: Ash (Wild Surf, Pt. 1)
- 1999: Billionaire (Ascension)
- 1999: Duran Duran (Strange Behaviour)
- 1998: Soul Asylum (Candy from a Stranger)
- 1998: Soul Asylum (Close)
- 1998: Duran Duran (Greatest)
- 1998: Soul Asylum (I Will Still Be Laughing)
- 1998: Fish (Kettle of Fish)
- 1998: Ash (Nu-Clear Sounds)
- 1998: Marillion (The Best of Both Worlds)
- 1998: Peter Frampton (The Very Best of Peter Frampton)
- 1997: Gipsy Kings (Compas)
- 1997: Marillion (Real to Reel/Brief Encounter)
- 1997: The Psychedelic Furs (Should God Forget: A Retrospective)
- 1997: Jimmy Cliff (Super Hits)
- 1996: Johnny Hallyday (Destination Vegas)
- 1996: JoBoxers (Essential Boxerbeat)
- 1996: Peter Frampton (Greatest Hits)
- 1996: The Cult (High Octane Cult)
- 1996: Billy Squier (Reach for the Sky: The Anthology)
- 1996: Peter Tosh (The Best of Peter Tosh: Dread Don’t Die)
- 1995: Colin James (Bad Habits)
- 1995: Native (R&B Rock & Reggae)
- 1995: The Chieftains (The Long Black Veil)
- 1995: Fish (Yin)
- 1994: The Psychedelic Furs (B-Sides & Lost Grooves)
- 1994: Eat (Epicure)
- 1994: Johnny Hallyday (Rough Town)
- 1993: Colin James (Colin James and the Little Big Band)
- 1993: INXS (Full Moon, Dirty Hearts)
- 1993: The Rolling Stones (Jump Back: The Best of the Rolling Stones (1971–1993))
- 1993: Kinky Machine (Kinky Machine)
- 1993: Wendy James (Now Ain’t the Time for Your Tears)
- 1993: Duran Duran (Ordinary World)
- 1993: Johnny Hallyday (Parc des Princes)
- 1993: The Cult (Pure Cult: The Best of the Cult (For Rockers, Ravers, Lovers and Sinners))
- 1993: Curt Smith (Soul on Board)
- 1992: Marillion (A Singles Collection 1982–1992: Six of One, Half-Dozen of the Other)
- 1992: The Quireboys (Bitter Sweet and Twisted)
- 1992: Killing Joke (Laugh? I Nearly Bought One!)
- 1992: Peter Frampton (Shine On: A Collection)
- 1991: The Rolling Stones (Flashpoint)
- 1991: Marillion (Holidays in Eden)
- 1991: Fish (Internal Exile)
- 1991: Maryen Cairns (Pictures Within)
- 1991: The Cult (Resurrection Joe)
- 1990: Duran Duran (Liberty)
- 1989: Anderson Bruford Wakeman Howe (Anderson Bruford Wakeman Howe)
- 1989: Diesel Park West (Shakespeare Alabama)
- 1989: The Rolling Stones (Steel Wheels)
- 1988: The Psychedelic Furs (All of This and Nothing)
- 1988: Marillion (B-Sides Themselves)
- 1988: Peter Tosh (The Toughest)
- 1988: Noiseworks (Touch)
- 1988: The Escape Club (Wild Wild West)
- 1987: Marillion (Clutching at Straws)
- 1987: The Psychedelic Furs (Midnight to Midnight)
- 1986: Marillion (Brief Encounter)
- 1986: Killing Joke (Brighter Than a Thousand Suns)
- 1986: Cactus World News (Urban Beaches)
- 1985: Marillion (Misplaced Childhood)
- 1985: Killing Joke (Night Time)
- 1984: The Cult (Dreamtime)
- 1984: Joan Jett & the Blackhearts
- 1983: Peter Tosh (Mama Africa)
- 1983: The Rolling Stones (Undercover)
- 1982: Bill Wyman (Bill Wyman)
- 1982: Native (New World)
- 1982: Jimmy Cliff (Special)
- 1982: The Dice (The Dice)
- 1982: Tracker (Tracker)
- 1981: Doc Holliday (Doc Holliday)
- 1981: The Rolling Stones (Tattoo You)
- 1980: The Rolling Stones (Emotional Rescue)
- 1979: Terry Reid (Rogue Waves)
- 1979: Peter Frampton (Where I Should Be)
- 1978: Carillo (Rings Around the Moon)
- 1978: The Rolling Stones (Some Girls)
- 1977: Piper (Can’t Wait)
- 1977: Peter Frampton (I’m in You)
- 1977: Strapps (Secret Damage)
- 1976: F.B.I. (F.B.I.)
- 1974: Peter Frampton (Frampton)
- 1974: Bill Wyman (Monkey Grip)
- 1972: Peter Frampton (Wind of Change)